# Gamble
A Gamble a Neoton Família 1982-ben megjelent Szerencsejáték c. albumának angol nyelvű változata, amelyet Japánban adtak ki.

## Megjelenések
| Ország | Formátum | Sorszám  | Kiadó | Év   |
| ------ | -------- | -------- | ----- | ---- |
| Japán  | LP       | RPL-8154 | RCA   | 1982 |

- Monte Carlo
- Lady Mary Anne
- Boat Song
- Rainbow
- She's Home
- River Deep, River Slow
- Tini-Dal
- Heartbreaker
- Who Let The Heartache In
- Save Me
- Hijack
- Gambling